# Roquebrun
Roquebrun är en kommun i departementet Hérault i regionen Occitanien i södra Frankrike. Kommunen ligger i kantonen Olargues som tillhör arrondissementet Béziers. År 2022 hade Roquebrun 603 invånare.

## Geografi
Roquebrun är en by nära den södra infarten i den regionala naturparken Haut-Languedoc, 35 kilometer från Béziers. De flesta av byn ligger mellan 200 och 350 meter. Staden har dessutom Roquebrun, byar av Ceps, Escagnes och Laurenque.
Roquebrun är en by Medelhavsklimat. Emellertid har det ett mikroklimat. Byn är skyddad av bergen i norr, öster och väster. Det är emellertid också påverkas av vindar som blåser i Fransk Centralmassivet i norr och med vindar Pyrenéerna i väster. Detta mikroklimat där växer apelsinträd, granatäpplen och mimosas, gav honom smeknamnet Petit Nice.
Kullarna och dalarna formas Roquebrun på en nordöstra krök och vik i sydvästra skikt. De exponerade stenar är svåra skiffer av Ordovicium och devon dolomit. Dolomite bildar en vertikal kant som Tower of Roquebrun ligger. Förbindningspunkten mellan de båda formerna dalen som leder till byn Laurenque.

## Historia
Spåren efter ockupationen av staden är mycket gamla, eftersom de går tillbaka till förhistorisk tid. Habitat av neolitiska kvarlevor påträffas på territoriet i den kommun. Senare romarna ockuperade området för skydd av Narbonne väg och utveckling av provinsen. Därefter, från 370, är det dags för invasioner. Först som Visigothsen till 370 och 719 till araberna, och slutligen att frank under ledning av Charles Martel, vinnare av muslimer i Poitiers i 732. I 800 slott byggdes längs Black Mountain från den karolingiska kungarna för att skydda de barbariska invasionerna som kan komma söderifrån. Det är på samma gång, runt 900, som slottet byggdes Roquebrun. Den enda kvarleva som återstår är hans tur. Det är en liten fyrkantigt torn, trånga och obeboelig sträcker en sten mycket tunn och plötsliga, lyfts vid slutet av en ås. Vid foten av denna topp stod förmodligen en eller två rum lutad mot väggen i en liten remparée terrass. I den övre delen av tornet, hål markera platsen för skyltar, trä byggnadsställningar som används i början av feodalismen och som har bytts ut machicolations och tinnar. Detta slott, som skulle vara väggen hörde successivt till Viscounts i Beziers och Toulouse.
Under medeltiden, en majoritet av befolkningen använder persika, olivträd och vinstockar. På kullarna, de höjer får och getter och samla kastanjer, särskilt för att göra mjöl. Befolkningen drabbades hårt av digerdöden, och senare av kolera och tuberkulos.
Under den franska revolutionen, staden tillfälligt namngav Roc-Libre (Fri-Sten)
På artonhundratalet, befolkningen växer snabbt, och mer från 1820 tack vare vinproduktion. En ihålig visas i 1840-talet på grund av vinstockar sjukdomar. Järnvägstransporter var ett perfekt sätt att distribuera vinet orsaka mycket skada även vid byn stängs när järnvägen från Béziers till dess omland. De spanska arbetarna började anlända i byn på 1850-talet, och flyktingar från det spanska inbördeskriget kommer att anlända i slutet av 1930-talet i byn, ett minnesmärke hyllning till sexton personer föll under första Andra världskriget, och en person överbord under andra världskriget.

## Befolkningsutveckling
Under 2012 hade kommunen 577 invånare. Utvecklingen av antalet invånare är känd i hela folkräkningarna genomförts i staden sedan 1793. Från det tjugoförsta århundradet, är verkliga folkräkningen städer med mindre än 10.000 invånare hålls vart femte år, till skillnad från andra städer som har en urvalsundersökning varje årAntalet invånare i kommunen Roquebrun
Referens:INSEE
Det bör skilja mellan stillasittande och sommaren befolkningen. År 2009 befolkningen var nära 600 personer, främst i Roquebrun och byar av CEPS och Laurenque. På sommaren befolkningen når ibland 2000 personer. Byn husen har renoverats och nybyggda hus, ofta fungera som fritidshus i franska samt utländska semesterfirare (belgare, holländska, tyskar, britter, skandinaver, irländska, ryssar, amerikaner, etc.).

## Ekonomi
Ekonomin bygger på turism och vinproduktion av vinkooperativ och fyra oberoende producenter. Tillsammans med de frukter och grönsaker. Det inhemska hantverkare, konstnärer och andra yrkesgrupper: en lanthandel med en organisk del och som också säljer hantverkare bröd väckt varje morgon av Cazouls les Béziers bagare, två restauranger, en pizzeria, två kaféer, en pressbyrå, en hotspot, en fastighetsbyrå, etc. Du kan hitta boende i stugor, lägenheter, hotell eller camping i bostäder möblerade hyra är på vecka eller månad. En liten marknad äger rum på fredag morgon. För nackdelar, är den närmaste läkare tre kilometer och apotek nio kilometer.
En brandstation, ett postkontor och en turistbyrå är på stan. En grundskola med två klasser Roquebrunais välkomnar barn.

## Resa
Du kan öva i Roquebrun ett brett utbud av sport- och kulturella aktiviteter är öppna för alla. En uthyrare, Grandeur Nature: Kanot Roquebrun erbjuder kajaker och kanoter för turer på floden, en annan störtlopp berg skoter. Det är också möjligt att gå på Orb trampbåt. Den medelhavsträdgård, tidigare zoologiska trädgårdar vid foten av tornet, med utsikt över dalen. Många samlingar av växter du kan beundra och träd som mimosa, apelsinträd, men också många arter av kaktusar och suckulenter ... The Festival of Mimosas, som äger rum den andra söndagen i februari är det main event av året. Det finns flera andra festivaler och specifika marknader, såsom de av regional mat och keramik, konserter, dansuppvisningar. Fiske Du kan öva i Orb och vildsvinsjakt som börjar 15 augusti och slutar i mitten av januari och snart en ny fritidscenter längst ner på Esplanaden.

## Naturnarv
Vegetationen består huvudsakligen av vinodlingar och ek buskar. De tallar och ett brett utbud av träd och buskar i överflöd på kanten av Orb och bergen. De lägre sluttningarna är täckta med arter av garrigue (berg rosor, timjan, rosmarin, jordgubbar), och ibland olivlundar. Notera förekomsten av åtminstone ett exemplar av Osage apelsinträd i rosenträdgården, nedanför kyrkogården.
Källaren Roquebrun också en del av arvet som skapas år 1967; det gynnar för odling av vinstockar från en riktig mikroklimat.
Under 2004 har Roquebrun AOC utfärdas av INAO; Denna klassificering ger byn rätt att använda Saint-Chinian appellation.

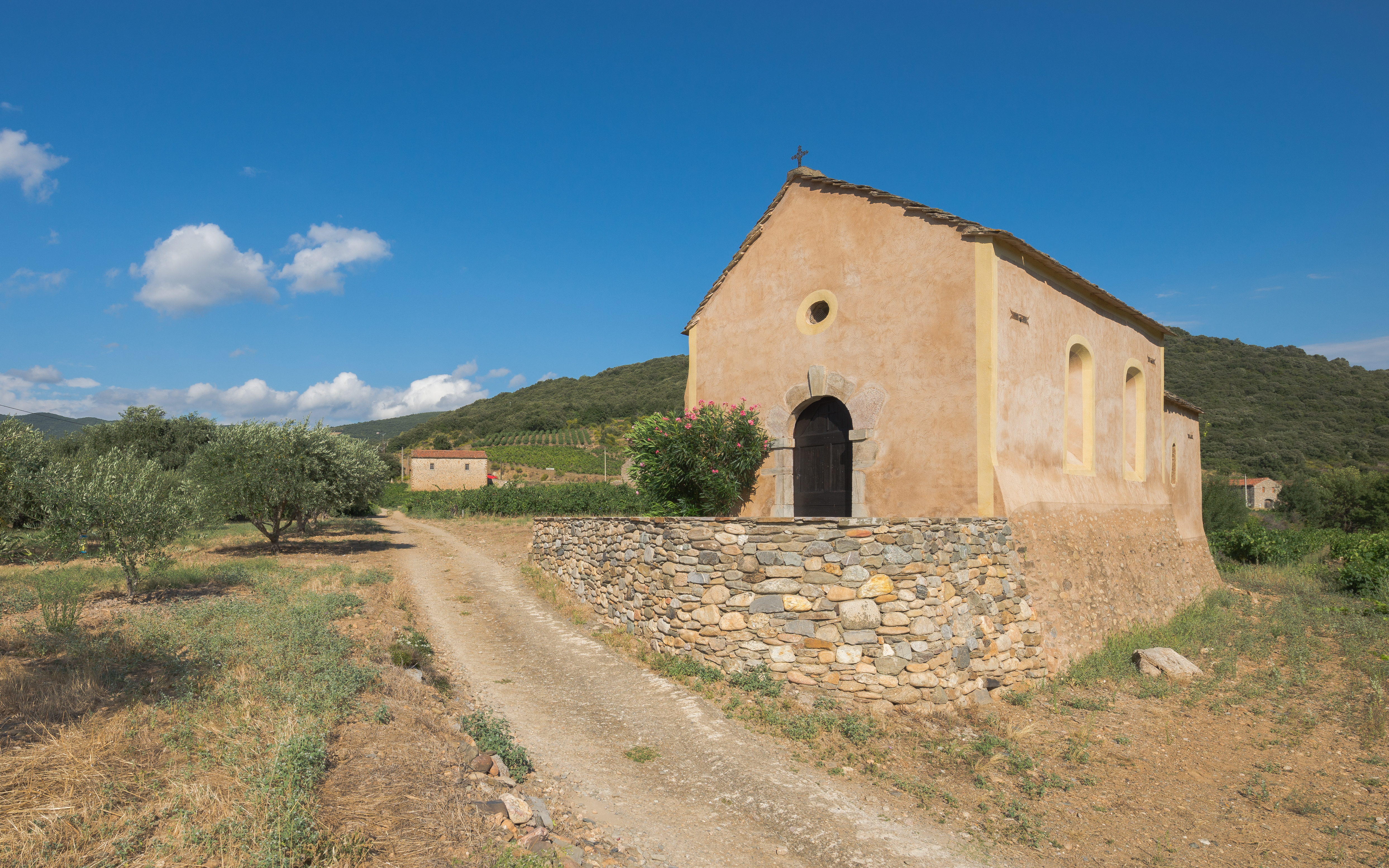

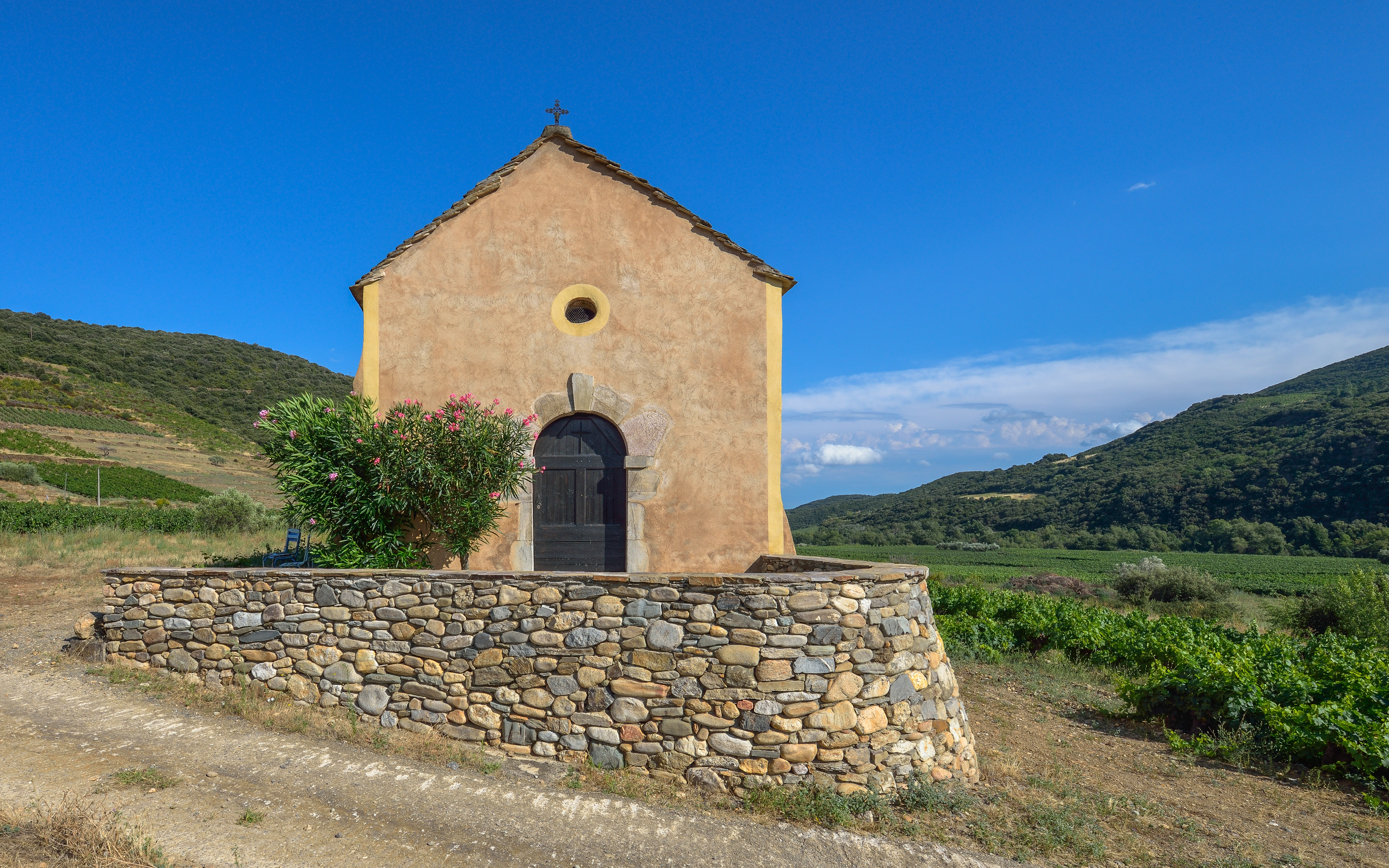

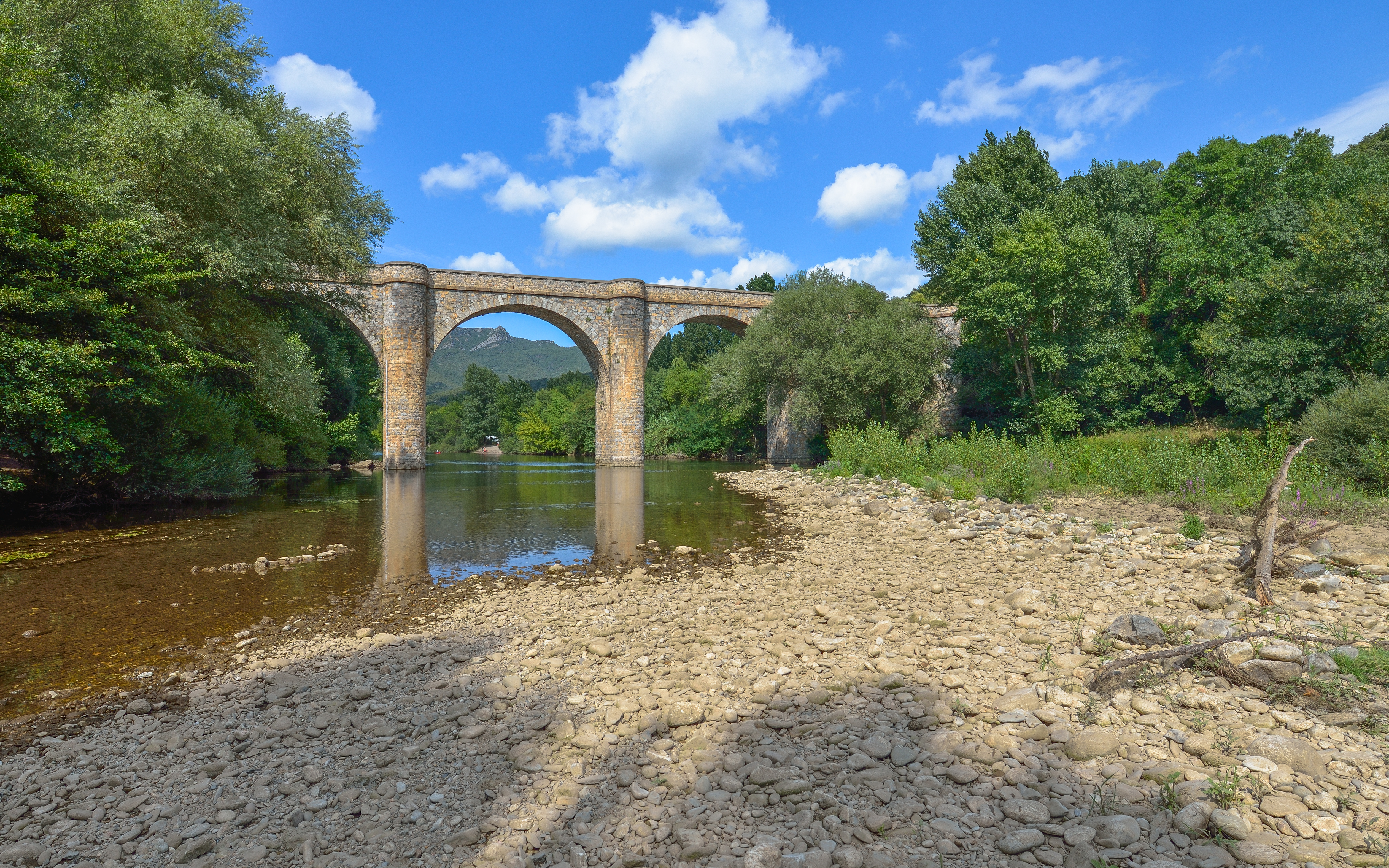

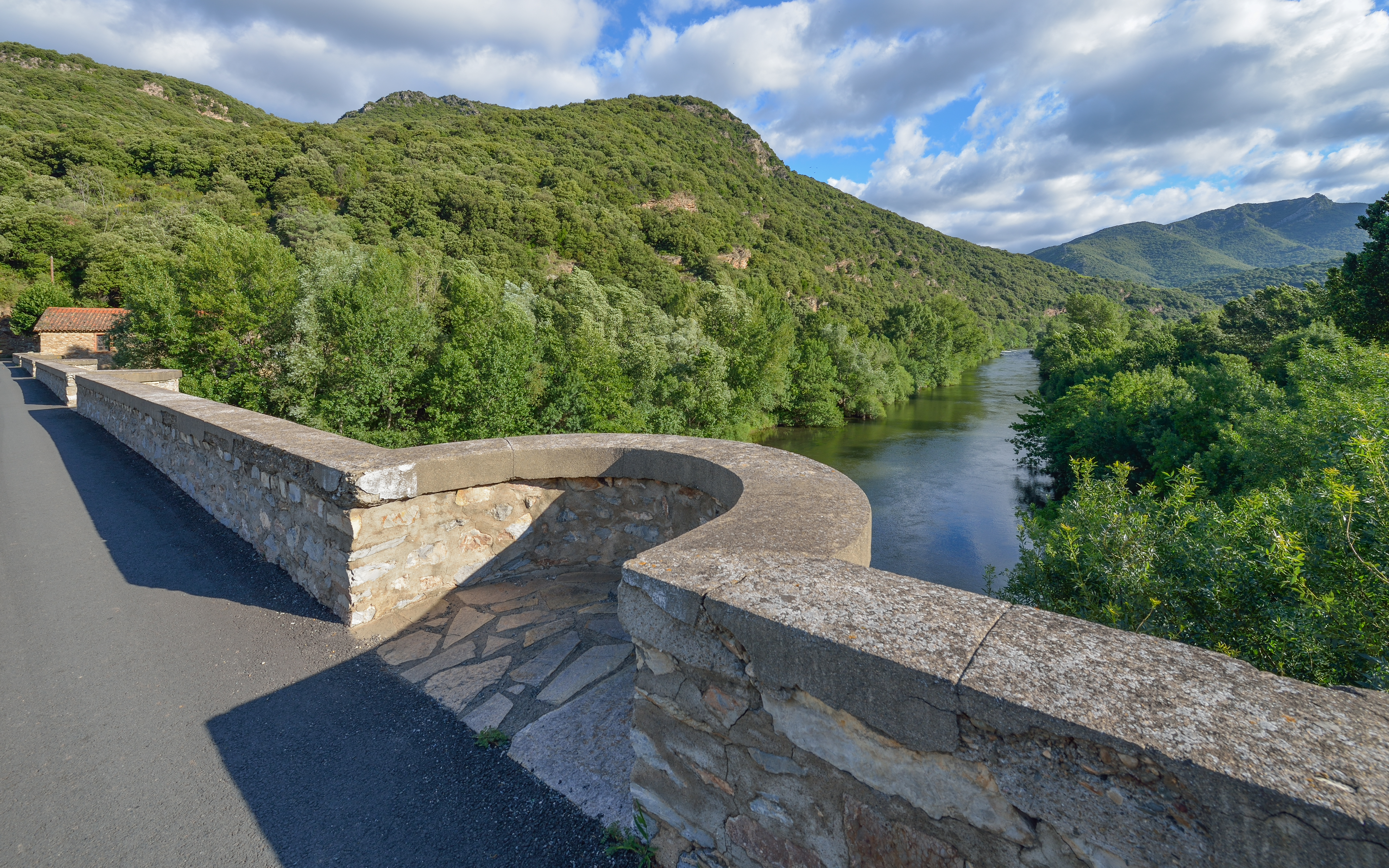